# Ermentrudis van Orléans
Ermentrudis van Orléans (ca. 830 - abdij van Hasnon, 6 oktober 869) was een dochter van Odo van Orléans en Engeltrude van Parijs, dochter van Leuthard I van Parijs en Grimhilde.
Zij trouwde op 13 december 842 te Quierzy op 12-jarige leeftijd met de toen 19-jarige Karel de Kale. Nadat haar broer Willem in 866 in conflict met Karel was gedood, verliet zij Karel en trok zich terug in de abdij van Hasnon. Zij was beroemd om haar borduurwerk. Ze ligt begraven in de Kathedraal van Saint-Denis

## Nakomelingen
- Judith (ca. 844-na 870), werd in 856 uitgehuwelijkt aan de bijna 60-jarige Ethelwulf van Wessex en na diens dood in 856 gedwongen te huwen met diens zoon Ethelbald. In 860 wederom weduwe leefde ze terug aan het hof van haar vader. Werd daar in 861 (ze was dus nog geen 20 jaar oud) geschaakt door Boudewijn I van Vlaanderen. Karel wendde al zijn invloed aan om te voorkomen dat ze ergens onderdak zouden krijgen. Uiteindelijk vluchtten Judith en Boudewijn naar Rome, waarna de paus een verzoening wist te bemiddelen.
- Lodewijk II van West-Francië (846-879).
- Karel (ca. 847 - Buzzancais, 29 september 866) begraven te Bourges. 855 gekozen tot koning van Aquitanië, trouwde 862 tegen de zin van zijn vader met de weduwe van de graaf van Bourges. Verloor daarom zijn titel maar kreeg die terug nadat het huwelijk was geannuleerd. Kreeg ernstig hersenletsel en overleed daaraan na twee jaar.
- Carloman de Blinde (847 - Echternach, ca. 877), in 854 ingetreden in de geestelijke stand. abt van de Sint-Medardus te Soissons in 860. Nam deel aan een samenzwering tegen zijn vader in 870, verloor zijn abdijen en moest vluchten. In 873 door West-Frankische bisschoppen uit de kerk gezet en daarna werden op bevel van Karel zijn ogen uitgestoken. Hij werd opgesloten in de abdij van Corbie maar ontsnapte naar zijn oom Lodewijk de Duitser, die hem abt van de abdij van Echternach maakte.
- Lotharius ( - Auxerre, 865), vanaf zijn geboorte verlamd, abt van Moutiers-Saint-Jean en later van de Abdij van Sint-Germanus van Auxerre.
- Hildegardis.
- Ermentrudis, ( - na 877) abdis van Hasnon in de Oosterbant.
- Gisela.
- Rothrudis ( - na 889), abdis van Sainte-Radégonde te Poitiers en van Andlau.

## Voorouders
| Voorouders van Ermentrudis van Orléans (830-869) | Voorouders van Ermentrudis van Orléans (830-869)            | Voorouders van Ermentrudis van Orléans (830-869)            | Voorouders van Ermentrudis van Orléans (830-869)            | Voorouders van Ermentrudis van Orléans (830-869)            | Voorouders van Ermentrudis van Orléans (830-869)            | Voorouders van Ermentrudis van Orléans (830-869)            | Voorouders van Ermentrudis van Orléans (830-869)            | Voorouders van Ermentrudis van Orléans (830-869)            |
| ------------------------------------------------ | ----------------------------------------------------------- | ----------------------------------------------------------- | ----------------------------------------------------------- | ----------------------------------------------------------- | ----------------------------------------------------------- | ----------------------------------------------------------- | ----------------------------------------------------------- | ----------------------------------------------------------- |
| Overgrootouders                                  | Gerold van Vintzgouw (740-7099) ∞ Imma (-)                  | Gerold van Vintzgouw (740-7099) ∞ Imma (-)                  | ? (-) ∞ ? (-)                                               | ? (-) ∞ ? (-)                                               | Gerard I van Parijs (728–779) ∞ Rotrude (-)                 | Gerard I van Parijs (728–779) ∞ Rotrude (-)                 | ? (-) ∞ ? (-)                                               | ? (-) ∞ ? (-)                                               |
| Grootouders                                      | Hadrianus van Orléans (760–821) ∞ Waldrada van Hornbach (-) | Hadrianus van Orléans (760–821) ∞ Waldrada van Hornbach (-) | Hadrianus van Orléans (760–821) ∞ Waldrada van Hornbach (-) | Hadrianus van Orléans (760–821) ∞ Waldrada van Hornbach (-) | Leuthard I van Parijs (760–816) ∞ Grimhilde (-)             | Leuthard I van Parijs (760–816) ∞ Grimhilde (-)             | Leuthard I van Parijs (760–816) ∞ Grimhilde (-)             | Leuthard I van Parijs (760–816) ∞ Grimhilde (-)             |
| Ouders                                           | Odo van Orléans (780-834) ∞ Engeltrude van Parijs (790-850) | Odo van Orléans (780-834) ∞ Engeltrude van Parijs (790-850) | Odo van Orléans (780-834) ∞ Engeltrude van Parijs (790-850) | Odo van Orléans (780-834) ∞ Engeltrude van Parijs (790-850) | Odo van Orléans (780-834) ∞ Engeltrude van Parijs (790-850) | Odo van Orléans (780-834) ∞ Engeltrude van Parijs (790-850) | Odo van Orléans (780-834) ∞ Engeltrude van Parijs (790-850) | Odo van Orléans (780-834) ∞ Engeltrude van Parijs (790-850) |